# 柃葉茶
柃葉茶（学名：Camellia euryoides），又名柃叶连蕊茶，为山茶科山茶属的植物，是中国的特有植物。分布在中国大陆的福建、广东、江西等地，生长于海拔180米至1,200米的地区，一般生长在山坡林缘、山坡林中、山坡灌丛、山坡阔叶林中、灌丛中、林缘、林缘灌丛和疏林中向阳地，目前尚未由人工引种栽培。